# Zakhele Manyatsi
```

```

Zakhele Manyatsi (ur. 7 września 1980) – suazyjski piłkarz występujący na pozycji obrońcy, 20-krotny reprezentant Eswatini.

## Kariera klubowa
Zakhele Manyatsi karierę klubową rozpoczął w 2003 roku w rodzimym klubie Hub Sundowns Manzini, w którym grał dwa sezony. Następnie przeniósł się do Royal Leopards FC, w którym to grał do 2013. W 2013 przeszedł do RSSC United FC).

## Kariera reprezentacyjna
Zakhele Manyatsi grał w reprezentacji w latach 2006-2011; rozegrał w reprezentacji 20 oficjalnych spotkań, w których nie strzelił ani jednego gola.